# Scenes from the World's Largest Pigeon Farm
Scenes from the World's Largest Pigeon Farm è un cortometraggio muto del 1909 diretto da Gilbert M. 'Broncho Billy' Anderson.

## Produzione
Il film, che fu prodotto dalla Essanay Film Manufacturing Company, venne girato in California, a Pasadena.

## Distribuzione
Distribuito dalla Essanay Film Manufacturing Company, il cortometraggio uscì nelle sale cinematografiche USA il 26 maggio 1909. Nelle proiezioni, veniva programmato con il sistema dello split reel, accorpato in un'unica bobina con un altro cortometraggio della Essany, il dramma Annie Laurie.